# Aulonothroscus bicarinatus
Aulonothroscus bicarinatus is een keversoort uit de familie dwergkniptorren (Throscidae). De wetenschappelijke naam van de soort werd in 1911 gepubliceerd door Edmond Fleutiaux.